# 도애공주
도애공주(悼哀公主, ? ~ 1057년)은 고려의 왕족이다. 정종과 용목왕후의 딸이다.

## 생애
언제 태어났는지는 명확하지 않으며, 고려의 제10대 왕인 정종과 용목왕후의 유일한 딸이다. 성은 왕, 본관은 개성이다. 덕종은 백부이며, 덕종의 제4비 이씨는 이모이다.
도애공주의 모후 용목왕후는 충청도 부여 출신이며, 공부시랑을 지낸 이품언의 딸이다. 이품언에 대해서는 자세한 생애가 남아있지 않다. 그러나 이품언이 정4품에 불과함에도 두 딸을 왕비로 들인 것으로 보아, 그 집안이 좋거나 딸의 미모가 출중했을 것으로 분석하는 견해가 있다.
한편 도애공주의 생애에 대한 이렇다 할 기록은 남아있지 않다. 공주는 1057년(문종 11년)에 사망하였으며, 사후에 도애(悼哀)의 시호가 추증되었다.

## 가족 관계
- 조부 : 제8대 현종(顯宗, 992~1031, 재위:1009~1031)
- 조모 : 원성왕후(元成王后, ?~1028)
  - 아버지 : 제10대 정종(靖宗, 1018~1046, 재위:1034~1046)
- 외조부 : 이품언(李稟焉, 생몰년 미상)
  - 어머니 : 용목왕후(容穆王后, 생몰년 미상)